# Mecsér
Mecsér è un comune di 621 abitanti situato nella contea di Győr-Moson-Sopron, nell'Ungheria nordoccidentale.